# La guerra empieza en Cuba (pel·lícula)
La guerra empieza en Cuba és una pel·lícula espanyola de 1957 dirigida per Manuel Mur Oti, basada en l'obra de teatre homònima de Víctor Ruiz Iriarte que representa una visió satírica del passat aleshores recent.

## Sinopsi
Poc després de l'esclat de la guerra hispano-estatunidenca el 1898, la cupletista Juanita decideix tornar a la Península quan se n'assabenta que la seva germana, una dona capriciosa i extravagant, està casada amb el governador de Badajoz. Juanita decideix treure profit de la semblança amb la seva germana.

## Premis
Medalles del Cercle d'Escriptors Cinematogràfics
| Any  | Categoria              | Pel·lícula            | Resultat   |
| ---- | ---------------------- | --------------------- | ---------- |
| 1957 | Millor actor secundari | Jesús Tordesillas     | Guanyadora |
| 1957 | Millor música          | Salvador Ruiz de Luna | Guanyadora |